# Mordekhaï Maklef
Mordekhaï Maklef (né le 19 janvier 1920 et mort le 22 février 1978 en Allemagne) fut le 3e chef d'État-Major de l'armée israélienne entre 1952 et 1953.
Lors de la première phase de la guerre israélo-arabe de 1948-1949, il est chef d’état-major de la brigade Carmeli. C’est lui qui organise le nettoyage ethnique d’Haïfa, qui est nommé « opération Grand nettoyage ». Il ordonne, le 22 avril 1948 : « Tuez tous les Arabes que vous rencontrerez, incendiez tout ce qui est inflammable, et ouvrez les portes à l’explosif ». Alors que les Arabes de la ville se rassemblaient près du port pour être évacués par mer dans un relatif bon ordre, la brigade Carmeli tire au mortier de 76 mm sur la foule, poussant les personnes cibles à se jeter à la mer ; de nombreuses embarcations surchargées chavirèrent, et leurs passagers se noyèrent.